# Région urbaine de Lyon
La Région Urbaine de Lyon (RUL) était une association loi de 1901 qui réunissait les grandes collectivités locales de la région lyonnaise. Créée en 1989, elle avait pour missions d’animer la concertation entre ces collectivités, mais aussi d’élaborer des stratégies et de lancer des projets à l’échelle métropolitaine. Elle a cessé ses activités le 1er avril 2015.

## Membres
La RUL réunissait en 2012 la Région Rhône-Alpes, le Pôle Métropolitain (qui rassemble le Grand Lyon et les communautés d'agglomération de Saint-Étienne Métropole, de ViennAgglo, et de la Porte de l'Isère), les départements de l’Ain, de l’Isère, de la Loire et du Rhône, les communautés d’agglomération de Villefranche-sur-Saône, du Roannais, et de Bourg-en-Bresse..
Elle était coprésidée par le président du Grand Lyon (Gérard Collomb) et le président de la Région Rhône-Alpes (Jean-Jack Queyranne). Le président délégué était Jean-Paul Bret, maire de Villeurbanne.

## Objectifs
La région lyonnaise est confrontée à un découpage administratif particulièrement complexe. Ce territoire se situe au carrefour de 4 départements et est structuré autour de 2 grandes agglomérations (Lyon et St-Étienne). Or la réalité des pratiques et des échanges économiques, sociaux, ou culturels a façonné ce territoire à une échelle qui ne tient pas compte de ces périmètres administratifs. 
L’association RUL a été créée en réponse au décalage croissant entre cette dynamique métropolitaine et le contexte institutionnel. L’objectif de la RUL était donc de transcender les limites administratives pour construire une vision cohérente et partagée de l’aménagement et du développement de l’espace métropolitain.
La RUL constituait un lieu neutre permettant une coproduction d’idées et une mise en convergence des politiques dans le respect des compétences de chacun de ses membres. 

## Missions
En 2012, les missions de la RUL consistaient à :
- Explorer et anticiper des champs nouveaux et des thématiques émergentes. Elle intervenait en posture de recherche et développement. Elle avait notamment conduit la démarche prospective Cap sur 2030.
- Élaborer des stratégies partagées pour veiller à la cohérence d’ensemble des actions conduites par chacun. C’était par exemple le cas dans le domaine de la logistique.
- Incuber des projets afin de traduire ces stratégies communes en démarches concrètes. Les démarches Tourisme métropolitain, MétroPôle Images et Patrimoine 21 en étaient l’illustration.
- Porter des actions. Une fois le projet partenarial mis sur pied, la RUL intervenait pour le faire vivre, évoluer et progresser. Elle animait par exemple les actions Utopies Réalisées et OMPREL.

## Fonctionnement
Le fonctionnement de la Région Urbaine de Lyon reposait sur une Assemblée générale et un Comité d’orientation.
- le Comité d’orientation définissait le programme de travail de l’association (thématiques à aborder, études à engager, projets à mettre en œuvre…)
- l’Assemblée générale validait les grandes orientations et adopte le budget. Les ressources de l’association provenaient des cotisations versées par ses membres.

En 2014, l’effectif de l’association était de 4 personnes.

## Périmètre
Le périmètre de la RUL était avant tout un périmètre d’études et de projets. Cet espace englobait 810 communes pour une superficie de 10 378 km2 et une population totale de 3,2 millions d’habitants (soit la moitié de la population de Rhône-Alpes). Il intégrait notamment les agglomérations de Lyon, Saint-Étienne, Vienne, Bourg-en-Bresse, Roanne, Bourgoin-Jallieu, L'Isle-d'Abeau, Villefranche-sur-Saône ou Ambérieu-en-Bugey.

## Chiffres
Selon la RUL et son site officiel[réf. nécessaire], la région urbaine de Lyon représentait :
- 10 378 km2
- 5 axes autoroutiers
- 13 axes ferroviaires
- 3.2 millions d'habitants
- 8.2 millions (2011) de passagers par an depuis l'Aéroport de Lyon-Saint-Exupéry
- 150 000 étudiants dans l'enseignement supérieur.
- 810 communes
- 7 communautés d'agglomération
- 67 communautés de communes
- 51 % de la population de Rhône-Alpes
- 1,2 million d'emplois
- 7 pôles de compétitivité labellisés
- 10 pôles de compétence

## Successeurs
Certaines des actions de la RUL ont été reprises à des échelles plus restreintes par le Pôle Métropolitain et le Syndicat mixte des transports pour l'aire métropolitaine lyonnaise (SMTAML).